# Huxley (Iowa)
Pour les articles homonymes, voir Huxley.
Huxley est une ville, du comté de Story  en Iowa, aux États-Unis. Elle est incorporée le 15 juillet 1882.

## Source de la traduction
- (en) Cet article est partiellement ou en totalité issu de l’article de Wikipédia en anglais intitulé « Huxley, Iowa » (voir la liste des auteurs).